# التناگلوین
التناگلوین (به انگلیسی: Altnagelvin) یک منطقهٔ مسکونی در بریتانیا است.